# Unión Autonomista de Navarra
La Unión Autonomista de Navarra (UAN) fue una coalición electoral que se presentó a las elecciones generales españolas de 1977 para el Congreso de los Diputados por la circunscripción electoral de Navarra. Según Iñaki Anasagasti, la creación de la coalición fue impulsada por Carlos Garaikoetxea, líder navarro del PNV.
En dicha coalición electoral se agruparon tres agrupaciones políticas nacionalistas vascas, el Partido Nacionalista Vasco (PNV), Acción Nacionalista Vasca (ANV) y Partido Socialista Vasco (ESB-PSV), que tenían como punto programático común su apuesta por la integración de Navarra en el País Vasco. Su cabeza de lista era Carlos Garaikoetxea (PNV), al que seguían Iñaki Aldekoa (ESB, posteriormente dirigente de Herri Batasuna) y el también peneuvista Javier Cunchillos.
La coalición electoral fue la quinta formación política en Navarra con algo más de 18.000 votos (6,99%), por detrás de Unión de Centro Democrático (UCD), Partido Socialista Obrero Español (PSOE), Unión Navarra de Izquierdas (UNAI) y Alianza Foral de Navarra (AFN), quedando sin representación parlamentaria.
Los malos resultados obtenidos por ANV y ESB-PSV en las circunscripciones de Guipúzcoa, Vizcaya y Álava forzaron a estos partidos a buscar alianzas con otros pequeños partidos nacionalistas de izquierdas, que condujeron a la formación de Herri Batasuna en 1978.
La coalición UAN no volvió a reunirse. En las elecciones legislativas de 1979, ANV y ESB-PSV se presentaron como parte de la coalición Herri Batasuna, mientras que el PNV se presentó en solitario.